# Johan Heinrich Schlegel
Johan Heinrich Schlegel (født 24. november 1726 i Meissen, død 18. oktober 1780 i København) var en tyskfødt dansk historiker, far til Johan Frederik Vilhelm Schlegel, bror til Johann Elias Schlegel, farbror til August Wilhelm og Friedrich Schlegel.
I ung alder kom Schlegel til Danmark som hovmester i grev Christian Rantzaus hus; han lagde sig efter det danske sprog, studerede sit nye fædrelands historie og påbegyndte en tysk oversættelse af Slanges værk om Christian IV; teksten forkortede han, men ledsagede den med oplysende anmærkninger.
Herved banede han sig vejen til universitetet (1760); han blev også sekretær i "Selskabet for de skønne Videnskaber" og kort før sin død tillige bibliotekar ved det kongelige Bibliotek. Hverken på det ene eller andet
område indlagde han sig dog synderlig fortjeneste.
Med oversættelsen af Slange nåede han kun til året 1629 (2 bind, 1757—71). Mest betydning havde hans Sammlung zur dänischen Geschichte, Münzkenntniss etc. (2 bind, 1771—76).